# Tetrix yangshuoensis
Tetrix yangshuoensis är en insektsart som beskrevs av Li, T. och Jiade Huang 2000. Tetrix yangshuoensis ingår i släktet Tetrix och familjen torngräshoppor. Inga underarter finns listade i Catalogue of Life.